# Hansegraf
Als Hansegraf oder Hansgraf wurden in verschiedenen europäischen Ländern Beamte für Hanse-, Markt- oder Handelsangelegenheiten bezeichnet, so in England, Flandern, Frankreich und in den Niederlanden. In Regensburg war der Hansgraf so viel wie ein Vorstand der Kaufmannsinnung und zugleich Richter in Innungssachen, nachgewiesen seit dem 12. Jahrhundert. In Bremen wurden als Hänsegräven zwei Ratsherren bezeichnet, die das Bürgerbuch führten und bauliche Nachbarschaftsstreitigkeiten schlichteten. In der Grafschaft Tirol ist das Hansgrafenamt seit dem späten 15. Jahrhundert nachgewiesen und 1474 in Bozen als „hannsgrafambt in vnnserm lande der graffschafft Tirol“ urkundlich bezeugt.